# Distrito Histórico de Elmgrove Gardens
El Distrito Histórico de Elmgrove Gardens es un distrito histórico residencial en el noreste de la ciudad Providence, la capital del estado de Rhode Island (Estados Unidos). Limita al norte con Rochambeau Street, al sur con Woodbury Street, al este con Cole Street y al oeste con Morris Avenue. Esta área se desarrolló más intensamente entre 1908 y 1948, y es un ejemplo bien conservado de una de las primeras áreas residenciales suburbanas automotrices. La mayoría de las casas en el distrito tienen 1-1/2 o 2-1/2 pisos de altura y están construidas en una variedad de estilos arquitectónicamente diversos. El distrito también incluye casas de labranza del siglo XVIII (en 287 y 317 Rochambeau), recordatorios del pasado agrario de la zona.
El distrito fue incluido en el Registro Nacional de Lugares Históricos en 2005.